# Anna Kullick Lackner
Anna Kullick Lackner (Monterrey, México, 13 de enero de 1960 - Monterrey, México, 15 de mayo de 2023) fue una poeta, editora y traductora mexicana.

## Trayectoria
Colaboradora en varias revistas y periódicos dentro del país y el extranjero entre las que se destacan: Tierra Adentro, Salamandra, Cantera Verde, Papeles de la Mancuspia, El Correo Chuan, El Cocodrilo, Himen, el Aforista y Resonancia, así como en el suplemento cultural del periódico El Norte, de Monterrey. Una selección de su libro inédito de aforismos ha sido traducida al italiano para la revista en internet Aforisticamente. Fue coordinadora del Proyecto Vocalizar, en la Casa de la Cultura de Nuevo León. Ha sido antologada en publicaciones nacionales e internacionales como el International Poetry Festival, y Verso norte2011: bitácora de voces, entre otras.  Fue miembro editorial de las revistas Papeles de la Mancuspia y “El correo Chuan“.
Fue becaria en el periodo 2006-2007 del Centro de Escritores de Nuevo León.

## Obra
- Anaforismos (1996)
- Háblame en la lengua de la ausencia (1996)
- Las palabras no nacidas (1999)
- Annaforismos II (2015)
- Annaforismos (1996-2018)[8][9]

### Colaboraciones
- International Poetry Festival (University of Texas/UANL, 1999)
- Maratones de poesía (Tunastral, Toluca, 2002-2003)
- Verso norte 2011: bitácora de voces (2011)
- Aforistas mexicanos actuales: antología consultada (2019)